# Natan Szaranski
Natan Szaranski (hebr. ‏נתן שרנסקי‎, ros. Натан Борисович Щаранский, Natan Borisowicz Szczaranski; ur. 20 stycznia 1948) – izraelski polityk i pisarz, były sowiecki dysydent, antykomunista, syjonista.
Od marca 2003 do maja 2005 był ministrem bez teki, odpowiedzialny za sprawy Jerozolimy oraz diaspory. Wcześniej był wicepremierem, ministrem budownictwa i konstrukcji do marca 2001, ministrem spraw wewnętrznych (czerwiec 1999, zrezygnował w czerwcu 2000), ministrem przemysłu i handlu (1996–1999). Zrezygnował ze stanowiska w gabinecie w kwietniu 2005 w sprzeciwie przeciwko planowi usunięcia żydowskich osadników ze Strefy Gazy. W 2006 roku ponownie wszedł do Knesetu jako członek partii Likud. W latach 2009–2018 przewodniczący Agencji Żydowskiej.

## Życiorys

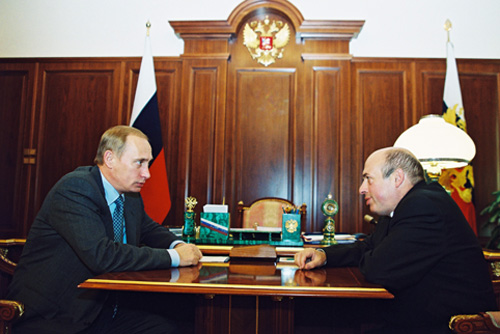
Spotkanie z Władimirem Putinem

Urodził się w Doniecku jako Anatolij Borysowicz Szczaranskij (Анатолий Борисович Щаранский). Ukończył matematykę na Moskiewskim Instytucie Fizyczno-Technicznym.
Po udzieleniu mu w 1973 r. odpowiedzi odmownej przez władze na jego starania o wyjazd do Izraela (za powód podano kwestie „narodowego bezpieczeństwa”), pracował jako tłumacz języka angielskiego dla fizyka i dysydenta Andrieja Sacharowa. Został także aktywistą praw człowieka. Był jednym z założycieli ruchu Żydów, którym odmówiono prawa do emigracji do Izraela, będącym częścią Moskiewskiej Grupy Helsińskiej, znanej także jako grupa Jurija Orłowa.
W marcu 1977 roku został aresztowany, a w czerwcu 1978 oskarżony o zdradę i szpiegostwo na rzecz USA. Został skazany na 13 lat ciężkich robót. Po 16 miesiącach aresztu w Lefortowie, został wysłany do obozu Perm-36, gdzie przebywał 9 lat. O jego zwolnienie walczyło wiele zachodnich organizacji broniących praw człowieka i zachodnich dyplomatów. Spowodowało to irytację władz radzieckich. W 1986 roku został wymieniony na polskiego szpiega Jerzego Kaczmarka oraz czechosłowackie małżeństwo ''nielegałów'' Hannę i Karela Koechnerów i umożliwiono mu wyjazd do Izraela. Tam przyjął hebrajskie imię Natan.
W 1988 roku Szaranski został wybrany na przewodniczącego Forum Syjonistycznego, organizacji zrzeszającej syjonistycznych byłych sowieckich dysydentów. Był także jednym z redaktorów „Jerusalem Report” i członkiem zarządu organizacji Peace Watch.
W 1989 roku prezydent USA Ronald Reagan odznaczył go Medalem Wolności. W 2022 otrzymał ukraiński Order „Za zasługi” III klasy (2022).
Szaranski był przewodniczącym i założycielem (1995) partii politycznej Jisra’el ba-Alijja, propagującej asymilację Żydów z byłych krajów sowieckich w izraelskim społeczeństwie. Razem z Julim Edelsteinem i sloganem wyborczym mówiącym, iż to ugrupowanie jest inne: jego przywódcy najpierw idą do więzienia, a potem do polityki (a nie odwrotnie), partia zdobyła 7 miejsc w Knesecie w wyborach 1996 roku.
Od 2003 do 2005 roku Szaranski był członkiem rady ministrów (II rząd Ariela Szarona). Zrezygnował 2 maja 2005, w proteście przeciwko planowi Szarona zlikwidowania osiedli żydowskich w Strefie Gazy.
Znalazł się na pozycji 9. na liście najbardziej wpływowych ludzi magazynu „Time”, w kategorii „Naukowcy i myśliciele”. Jest obecnie członkiem Shalem Center, instytutu badawczego z siedzibą w Jerozolimie, zajmującego się m.in. publikacją dziennika „Azure”.

## Pisarstwo
Jego książka The Case for Democracy. The Power of Freedom to Overcome Tyranny and Terror, współautorstwa Rona Dermera, miała wielki wpływ m.in. na prezydenta USA, George’a W. Busha i innych członków jego administracji.
W swojej publikacji Szaranski twierdzi, iż wolność jest kluczowa dla bezpieczeństwa i rozwoju, a każdy człowiek i naród zasługuje na życie w wolnym i demokratycznym społeczeństwie. Prawa człowieka i stabilizacja mogą być zapewnione tylko poprzez uwolnienie ludzi spod władzy ich prześladowców i utworzenie wolnych społeczeństw, w których każdy ma prawo do wyrażania swoich opinii. Z tego też powodu, jak twierdzi, wolny świat musi zająć się promowaniem demokracji dla ludzi uciskanych, a nie współpracować z tyraniami.
Jednocześnie Szaranski jest zwolennikiem twardego stanowiska w stosunkach z Arabami, twierdząc, że nie dojdzie do pokoju pomiędzy Izraelem a Palestyńczykami, jeżeli ci ostatni nie poradzą sobie sami z antysemityzmem i grupami terrorystycznymi, takimi jak Hamas. Krytycy Szaranskiego twierdzą, że nie da pogodzić się jego zdecydowanego syjonizmu z jego walką na rzecz uniwersalnych praw człowieka i demokracji.

## Szachy
Jednym z hobby Natana Szaranskiego jest gra w szachy, w której to w młodym wieku odnosił sukcesy, m.in. w wieku 15 lat zdobył tytuł mistrza Doniecka. W 1996 r. był jednym z trzech uczestników, którzy pokonali wieloletniego mistrza świata Garriego Kasparowa podczas seansu gry symultanicznej, rozegranego w Izraelu.